# Jan van Riebeeck
Jan Anthoniszoon van Riebeeck (21. dubna 1619 – 18. ledna 1677) byl nizozemský koloniální úředník a zakladatel Kapského Města. Van Riebeeck se narodil v Culemborgu v Holandsku jako syn chirurga.